# Luís Querol Roso
Luis Querol Roso (Vinaroz, 23 de marzo de 1901-1986? o 1991) fue un historiador y escritor valenciano que se dedicó a la docencia y a la investigación histórica en aspectos relativos al Reino de Valencia.
Licenciado en Filosofía y Letras (Sec. Historia) por la Universidad de Valencia. Se doctoró en la Universidad de Madrid.
Sus primeros pasos en la docencia los dio en la Universidad de Valencia, donde ya fue profesor ayudante de la Cátedra de Geografía Política y Descriptiva durante el curso 1924-25, antes de realizar el doctorado y durante el curso 1929-30. Entre marzo de este último año y agosto de 1932 actuó como Profesor Auxiliar temporal, por oposición, adscrito a la Cátedra de Prehistoria e Historia Antigua y Media Universal y de España y como profesor encargado de la Cátedra de Historia General de la Cultura (de nueva creación) en la Facultad de Derecho durante el curso 1931-32. Amás de ello llegó a acumular también la función de profesor encargado de la Cátedra de Lengua y Literaturas Españolas durante unos meses de 1932
En busca de estabilidad profesional y económica concurrió a partir de 1928 a diversas oposiciones: Cátedras de Geografía e Historia en institutos durante el curso 28-29; cátedra de Historia Universal Antigua y Media de la Universidad de Santiago de Compostela en 1931 y, finalmente, de nuevo a Cátedras de Geografía e Historia de institutos en 1932, obteniendo la plaza correspondiente al instituto de Figueras, siéndole expedido el título de Catedrático numerario de instituto con fecha 17-XII-1932.
Tras finalizar la contienda civil tuvo que superar el proceso depurador establecido para los funcionarios por su permanencia en zona republicana, siendo rehabilitado sin imposición de sanción alguna según consta en el B.O.E. de 8 de octubre de 1940, pasando a desempeñar la cátedra correspondiente en el instituto "Francisco Ribalta" de Castellón, donde llegó a ocupar el cargo de Director desde el 24 de septiembre de 1942 al 21 de noviembre de 1949 en cuya fecha pasó a ocupar la cátedra vacante de Geografía e Historia en el Instituto Lluís Vives de Valencia
La etapa castellonense fue intensa en actividades e investigación. Ostentó los cargos de Vicepresidente de la Comisión provincial de Educación Nacional desde su constitución hasta febrero de 1948, pasando entonces a ocupar idéntico cargo en el Consejo Provincial de Ed. Nacional de la misma provincia, cesando en el mismo al trasladarse a Valencia. Asimismo fue vocal del Patronato de Formación Profesional desde septiembre de 1942 hasta su mencionado traslado; vocal de la Comisión provincial de Monumentos durante el mismo período y vocal de la Junta Municipal de Enseñanza de la capital de la Plana desde febrero de 1948 al 21 de noviembre de 1949.
En su última y larga etapa como docente - puesto que se jubiló al cumplir la edad reglamentaria el 23 de marzo de 1971 -, transcurrida en Valencia, siguió ostentando diversos cargos administrativos en el Instituto Lluís Vives del que fue secretario, vicedirector y, finalmente, director entre 1961 (nombramiento en 9 de junio y posesión en 22 de julio) y 1967 (11 de julio).
En su currículum se resalta una estrecha vinculación con el Magisterio Nacional a través de las pruebas de selección u oposición y una ausencia total de actividades o cargos de tipo público. Estuvo también estrechamente relacionado con el quehacer cultural de la Sociedad Castellonense de Cultura y tenía el nombramiento de Académico correspondiente de la Real Academia de Buenas Letras de Barcelona desde 1947, además de su pertenencia al Centro de Cultura Valenciana (actualmente Real Academia de Cultura Valenciana) desde 1950.

## Galardones recibidos en sus obras
Entre sus obras cabe destacar:
"La última Reina de Aragón, Virreina de Valencia" que fue su "Memoria doctoral", calificada de Sobresaliente y que mereció el Premio al mejor libro histórico publicado en la Comunidad Valenciana durante el año 1931 con ocasión de la Fiesta del Libro de 1932.
"las milicias valencianas (Contribución al estudio de la organización militar del Reino de Valencia)" publicada por la Sociedad Castellonense de Cultura y que resulta aún imprescindible para los estudios sobre el tema durante los siglos XIII al XV.
"Geografía valenciana: Reseña geográfica actualizada del Reino de Valencia", Castellón, 1946. Obra galardonada con el Premio extraordinario del Excm. Ayuntamiento de Valencia en los Juegos Florales de Valencia en 1942.
"Vicente Boix, el historiador romántico de Valencia", discurso de recepción como Académico del Centro de Cultura Valenciana y publicado en los "Anales del Centro de Cultura".
Y las obras menores "Negros y mulatos de Nueva España (Hª de su alzamiento en 1612)" como separata de los "Anales de la Universidad de Valencia", Valencia, 1935; "Las milicias valencianas en la sublevación de Cataluña contra Felipe V", publicado en el Boletín de la Soc. Castellonense de Cultura, marzo-abril 1936; "Los orígenes del instituto de Castellón y el primer claustro de Catedráticos" en el mismo boletín, 1947. "El Colegio de internos de 2.ª, enseñanza adjutna al Instituto de Castellón" en el mismo boletín y año.
Además de ello publicó artículos en la prensa valenciana, fue asiduo conferenciante y dejó inéditas obras interesantes como una "Memoria metodológica sobre la enseñanza de Geografía y de la Historia", otra "Memoria sobre la enseñanza de la Historia Antigua y Media", en unos momentos en los que la investagación didáctica era muy incipiente y soslayada "de facto" hasta en las Escuelas Normales y, finalmente, un trabajo sobre "La iglesia de San Valero y San Vicente Martir, de Ruzafa (Valencia): estudio histórico-artístico".